# Sölk
Sölk är en kommun i  distriktet Liezen i förbundslandet Steiermark i Österrike. Kommunen bildades 1 januari 2015 genom en sammanslagning av kommunerna Großsölk, Kleinsölk och Sankt Nikolai im Sölktal. Huvudort är Großsölk. 
Kommunen består av tre orter (Ortschaften) (inom parentes invånarantal 1 januari 2024):
- Großsölk (466)
- Kleinsölk (555)
- Sankt Nikolai im Sölktal (468)